# Марково (Воскресенский район)
Марково — деревня в составе Нестиарского сельсовета в Воскресенском районе Нижегородской области.

## География
Находится в правобережье Ветлуги на расстоянии примерно 20 километров по прямой на юг от районного центра поселка  Воскресенское. 

## История
Деревня известна с XVIII века. Упоминается с 1795 года, когда в деревне, принадлежавшей помещику П.А.Собакину, учтено было 12 дворов и 65 жителей. Название дано по местной речке Марка. Входила в Макарьевский уезд Нижегородской губернии. Последним владельцем деревни был Н.Я.Стобеус. В 1859 году в деревне было учтено дворов 19, жителей 118, в 1911 51 двор, в 1925 году 334 жителя и 73 двора. В советское время работали колхозы «КИМ», «Культура» и им.Кирова.

## Население
Постоянное население  составляло 85 человек (русские 100%) в 2002 году, 55 в 2010 .